# Anisopodus lignicola
Anisopodus lignicola är en skalbaggsart som beskrevs av Bates 1863. Anisopodus lignicola ingår i släktet Anisopodus och familjen långhorningar. Inga underarter finns listade i Catalogue of Life.